# 脯氨醇
脯氨醇是一种手性氨基醇，在有机合成中常作手性砌块。它有两种对映异构体：D-脯氨醇和L-脯氨醇。

## 制备
脯氨醇可以由氢化铝锂还原脯氨酸制得。

## 用途
脯氨醇可用于多种化学反应，如在Hajos–Parrish–Eder–Sauer–Wiechert反应、贝里斯－希尔曼反应、野依不对称氢化反应和麦克尔加成反应中作手性配体、手性催化剂或手性助剂。